# Larix mastersiana
Larix mastersiana ist ein Nadelbaum aus der Gattung der Lärchen. Die Art wurde erst 1914 beschrieben. Ihr Verbreitungsgebiet liegt in West-Sichuan in China, wo sie in Höhen über 2000 Metern wächst. Sie wird aufgrund der starken Nutzung des Holzes als gefährdet angesehen.

## Beschreibung
Larix mastersiana bildet 20 bis 25 Meter hohe Bäume mit Brusthöhendurchmesser von bis zu 0,8 Metern. Der Stamm ist gerade oder gekrümmt, die Stammborke unregelmäßig gefurcht oder in graue Platten unterteilt. Die Äste sind lang, die oberen aufsteigend, die niedrigeren stehen horizontal oder hängend. Die Nebenäste sind schlank und hängen, jedoch nicht so stark wie bei Larix potaninii. Die Krone ist bei freistehenden Bäumen breit und rundlich sonst eher kegelförmig. Die Zweige sind lang, dünn, hängend und gelblich oder rötlich braun, später grau. Sie sind kahl, nur sehr junge Zweige können etwas behaart sein. Die Kurztriebe sind 3 bis 15 Millimeter lang, zylindrisch und zeigen Ringe aus eingerollten Schuppen. Die Blattknospen sind harzig, konisch oder eiförmig, 2 Millimeter lang und haben Durchmesser von 1,5 Millimeter. Die Knospenschuppen sind dreieckig, hellbraun und glänzend.

### Nadeln
Die Nadeln stehen spiralig an den Kurztrieben, dicht in Scheinwirteln von 20 bis 40. Sie sind 2 bis 3 Zentimeter lang, selten nur 1,2 oder bis zu 3,5 Zentimeter und etwa 1 Millimeter breit, schmal linealisch und etwas breiter zum spitzen oder stumpfen Nadelende hin. Im Querschnitt sind sie mehr oder weniger rhombisch und besonders an der Nadelbasis auf beiden Seiten gekerbt. Die Nadeloberseite zeigt keine oder nur in wenigen, schwachen Streifen angeordnete Spaltöffnungen, auf der Unterseite sind sie in zwei engen Bändern zusammengefasst. Die Nadeln sind hellgrün und verfärben sich im Herbst gelb.

### Zapfen und Samen
Die gelben, gestielten, 10 bis 15 Millimeter langen Pollenzapfen stehen oder hängen an den Enden von Kurztrieben. Die Samenzapfen stehen an 5 Millimeter langen Stielen mehr oder weniger aufrecht an den Enden von Kurztrieben hängender Äste. Sie sind eiförmig-zylindrisch, gerade oder gebogen und werden 2,5 bis 4,5 Zentimeter lang, und haben mit offenen Schuppen Durchmesser von 1,5 bis 2,5 Zentimeter. Unreife Zapfen sind grünlich, mit orange-gelben die Deckschuppen umhüllenden Samenschuppen, reife Zapfen sind hellbraun mit dunkelbraunen Deckschuppen. Alte Zapfen sind dunkelbraun mit schwärzlichen Deckschuppen. Die etwa 30 bis 40 Samenschuppen je Zapfen sind verkehrt herzförmig bis rund, konvex gebogen, und in der Mitte des Zapfens 6 bis 10 Millimeter lang und 7 bis 12 Millimeter breit. Sie haben eine glatte oder wenig gefurchte Oberfläche, die anfangs behaart und später kahl ist. Der obere Teil der Samenschuppen ist ganzrandig, die Basis gestielt oder keilförmig. Die 2 bis 2,3 Zentimeter langen Deckschuppen sind breit und lanzettlich, der äußere Teil ist dreieckig und zurückgebogen, mit ausgefransten Rändern und scharf zugespitzt. Die Samen sind ei- bis keilförmig, 3 Millimeter lang und 2 Millimeter breit, gelblich braun bis hellbraun. Sie haben einen verkehrt eiförmigen, 6 bis 8 Millimeter langen und 4 bis 5 Millimeter breiten hell gelblich braunen Flügel. Die Bestäubung erfolgt von April bis Mai, die Zapfen reifen im Oktober.

## Verbreitung und Ökologie
Larix mastersiana kommt natürlich in China in West-Sichuan im Einzugsgebiet des Min und im Gebiet der Motian Ling und Jiajin Shan Berge vor. Die Art wächst in Höhen von 2000 bis 3500 Metern an gut entwässerten, steilen Hängen auf podsolischen Böden mit kaltgemäßigtem und feuchtem Klima.
In der Roten Liste der IUCN wird Larix mastersiana als gefährdet („Vulnerable“) angegeben. Als Ursache für die Gefährdung wird die Übernutzung durch Abholzung angeführt.

## Systematik und Forschungsgeschichte
Larix mastersiana ist eine Art aus der Gattung der Lärchen (Larix). Die Erstbeschreibung durch Rehder und Wilson erfolgte 1914 in der amerikanischen Zeitschrift Plantae Wilsonianae. Das Artepitheton mastersiana ehrt den vom Royal Botanic Gardens, Kew ehrenhalber zum Botaniker ernannten Arzt Maxwell T. Masters, der viel zur Erforschung der Koniferen beigetragen hat.
Larix mastersiana Rehder & E.H.Wilson hat die folgenden Synonyme: Larix griffithii var. mastersiana (Rehder & E.H.Wilson) Silba und Larix griffithiana var. mastersiana (Rehder & E.H.Wilson) Silba.

## Verwendung
Das Holz wird als Bauholz, Grubenholz, für Eisenbahnschwellen und zur Herstellung von Möbeln verwendet. Die Borke enthält Tannine. Die natürlichen Bestände und besonders die einfacher erreichbaren, wurden stark ausgebeutet. In China wird Larix mastersiana zum Aufforsten verwendet, außerhalb Chinas wird die Art nicht kultiviert, man findet sie jedoch selten in Arboreten.

## Nachweise